# Uladzimir Njakljajeŭ

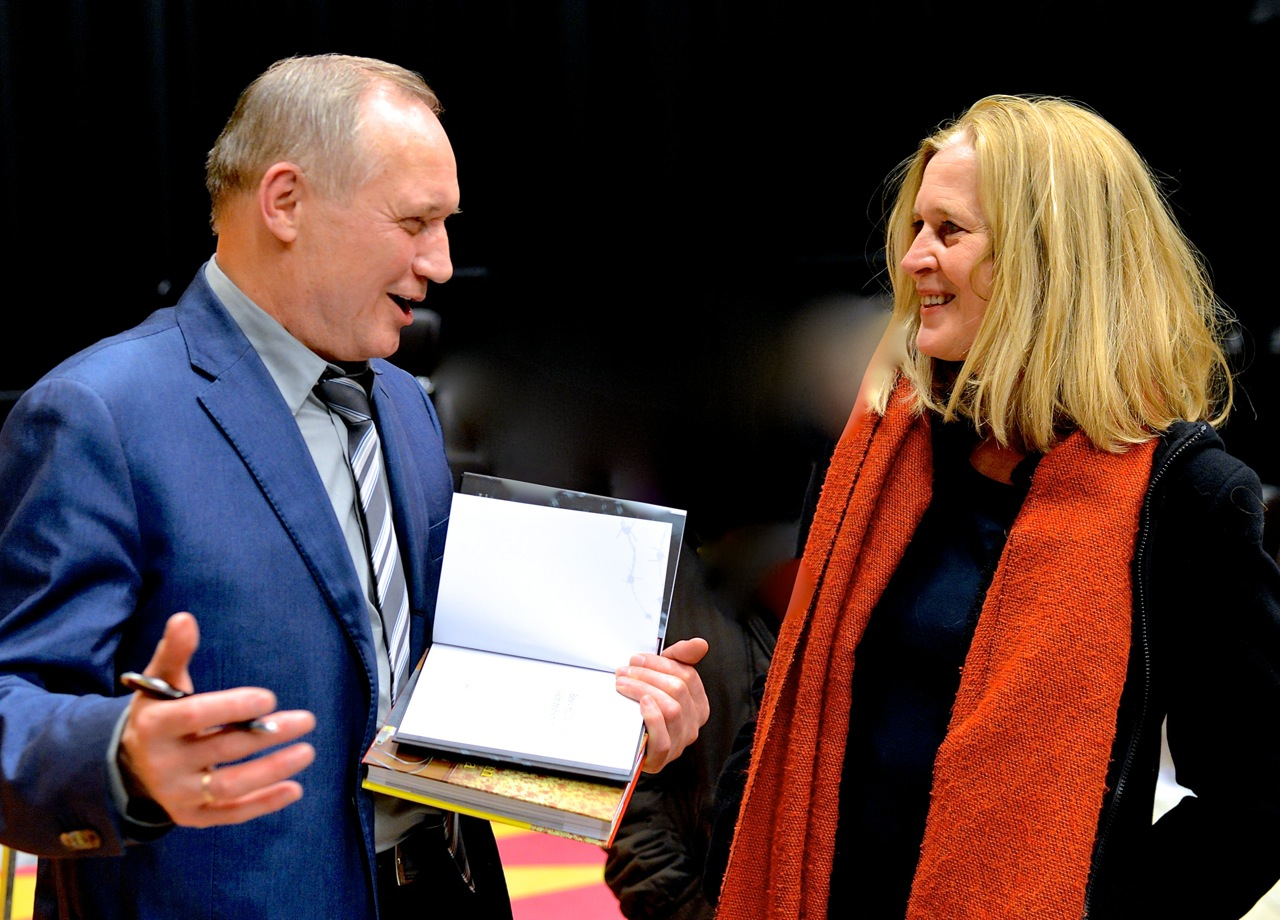
Uladzimir Njakljajeŭ den 25 februari 2014 i Stockholm efter att han tagit emot Tucholskypriset. Här tillsammans med Katarina Frostenson.

Uladzimir Prakopavitj Njakljajeŭ (belarusiska: Уладзімір Пракопавіч Някляеў, łacinka: Uładzimir Prakopavič Niaklajeŭ, ryska: Владимир Прокофьевич Некляев, Vladimir Prokofjevitj Nekljajev), född 11 juli 1946 i Smorgon, Smorgonskij rajon, Grodno oblast, Vitryska SSR i Sovjetunionen (nuvarande Smarhon, Smarhonski rajon, Hrodna voblasts i Belarus), är en belarusisk poet, författare och ledare för proteströrelsen "Гавары праўду!" (Havary praŭdu!, 'Säg sanningen!').

## Biografi
Njakljajeŭs födelsestad är belägen nära den belarusiska gränsen mot Litauen. Han flyttade 1999 till Polen och har även bott i Finland, men återvände 2003 till Minsk. I presidentvalet i Vitryssland 2010 var Njakljajeŭ den ledande oppositionskandidaten, men greps på valdagen 19 november 2010 och överfördes den 28 januari 2011 från fängelse till husarrest.
Han tilldelades Tucholskypriset 2011, men kunde inte hämta det i Stockholm eftersom han inte tilläts lämna Minsk. Först den 25 februari 2014 kunde han ta emot priset på Kulturhuset Stadsteatern i Stockholm. I maj 2019 blev han fristadsförfattare på två år i Lunds kommun.

## Namnförvirring
På svenska används olika transkriberingar (och felstavningar) av hans namn. Sveriges Radio och Svenska Dagbladet tycks hålla sig till Vladimir Nekljajev, som är en svensk transkribering av hans ryska namnform, medan Svenska PEN-klubben skriver Uladzimir Njakljajeu och Dagens Nyheter växlar mellan båda.[uppföljning saknas]

## Fotnoter
1. ↑  På belarusiska: Уладзімер Пракопавіч Някляеў, Uladzimer Prakopavitj Njakljajeŭ, łacinka: Uładzimier Prakopavič Niaklajeŭ (används i Belarus).